# KF Besa Peć
KF Besa kosovski je nogometni klub iz Peći. Trenutačno se natječe u ligi Liga e Tretë, trećoj nogometnoj ligi Kosova.

## Povijest
Klub je osnovan 1923. godine kao Behari. U međuratnom razdoblju klub nije bio član Beogradskog loptačkog podsaveza (podsavez koji je imao nadležnost nad Kosovom) i igrao je samo prijateljska natjecanja.
Klub je obnovljen 1974. godine kao Besa, a 1980-ih godina natjecao se u Kosovskoj ligi, trećem nogometnom rangu.
Raspadom SFRJ etnički albanski klubovi napuštaju natjecanja SRJ. Besa se s još dva gradska tima (Budućnost i Kristal) spojila u KF Besa, klub koji se pridružio Kosovskom nogometnom savezu.
Triput zaredom je bio prvak od sezone 2004./05. do 2006./07.

## Uspjesi
- Prvenstvo Kosova: 2004./05., 2005./06. i 2006./07.

- Kosovski nogometni kup: 2005./06., 2010./11. i 2016./17.

- Kosovski nogometni superkup: 2004./05.

## Vanjske poveznice
- Službena web-stranica  Arhivirana inačica izvorne stranice od 10. studenoga 2023. (Wayback Machine)